# Plavecký stadion Slavia Praha

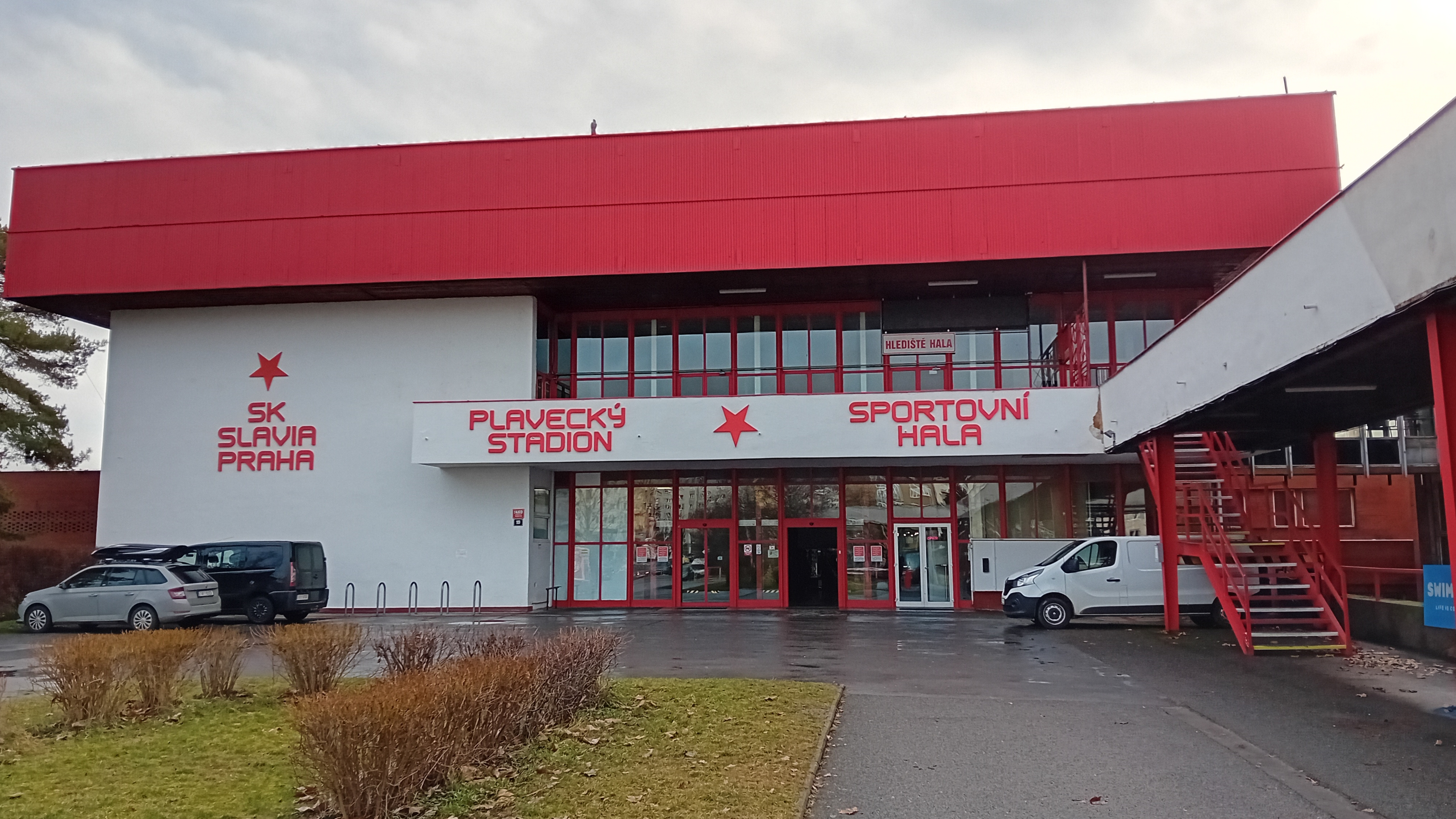
Komplex s plaveckým stadionem

Plavecký stadion Slavia Praha se nachází ve sportovním areálu Eden, ve Vršovicích v městské části Praha 10. Jádro areálu tvoří dva velké plavecké bazény, jeden vnitřní s délkou 25 metrů, maximální hloubkou 3,8 m, rozměry bazénu jsou 25 m x 12,5 m a druhý venkovní s délkou 50 metrů jehož maximální hloubka je 2 m a rozměry jsou 50 m x 21 m, stadion disponuje ještě krytým dětským výukovým bazénem o maximální hloubce 0,8 m a rozměrech  12,5 m x 8 m . Vedle velkého bazénu jsou k dispozici i dva menší dětské bazénky, které slouží jako brouzdaliště a dětské koupaliště, vstup je zpoplatněn. Doplňkové služby tvoří oddělené sauny, masáže, solárium, kosmetický salón. K dispozici jsou zde doplňková rekreační sportoviště na minigolf, volejbal, nohejbal, restaurace, basketball a malý fotbal.